# Bahamas nos Jogos Pan-Americanos de 2023
As Bahamas competiram nos Jogos Pan-Americanos de 2023 em Santiago, no Chile, de 20 de outubro a 5 de novembro de 2023. Foi a 18.ª aparição do país nos Jogos Pan-Americanos. O país só não competiu na primeira edição, em 1951.

## Competidores
Abaixo está a lista do número de competidores (por gênero) participando dos jogos por esporte/disciplina.
| Esporte | Masculino | Feminino | Total |
| ------- | --------- | -------- | ----- |
| Golfe   | 1         | 0        | 1     |
| Natação | 3         | 0        | 3     |
| Vela    | 1         | 0        | 1     |
| Total   | 5         | 0        | 5     |